# باب الفجير (الرجم)

تعديل مصدري - تعديل

باب الفجير هي إحدى قرى عزلة بني المصعب بمديرية الرجم التابعة لمحافظة المحويت، بلغ تعداد سكانها 169 نسمة حسب تعداد اليمن لعام 2004.